# Landersheim
Landersheim je občina v departmaju Bas-Rhin francoske regije Alzacija.
Leta 1990 je v občini živelo 151 oseb oz. 71 oseb/km².